# Афанасьев, Николай Афанасьевич
Николай Афанасьевич Афанасьев (17 апреля 1923, Кармалы, Чувашская АО — 29 января 1943, Кондраково, Калининская область) — участник Великой Отечественной войны, командир отделения учебного батальона 178-й стрелковой дивизии 39-й армии Калининского фронта, старший сержант.

## Биография
Родился в 1923 году в селе Кармалы в крестьянской семье. В 1935—1938 годах учился в Тюмеревской школе, затем в кооперативном техникуме в г. Чебоксары, откуда ушёл на фронт.
В апреле 1942 года призван в РККА, с мая 1942 года на фронте. Занимал должность командира отделения учебного батальона 178-й стрелковой дивизии, занимался обучением младшего командного состава.
В январе 1942 года дивизия занимала позиции севернее Оленино, в районе дороги Ржев — Великие Луки.
В наградном листе обстоятельства гибели старшего сержанта Н. Афанасьева описаны так: 28 и 29 января 1943 года Афанасьев добровольно участвовал в разведке, организованной с целью захвата «языка». В ночь на 28 января 1943 года оставался в группе прикрытия, в ночь на 29 января 1943 года, действуя в составе группы захвата, подобрался к траншее и, забросав её гранатами, ворвался в траншею, но был убит огнём противника.
Посмертно награждён Орденом Красной Звезды.
По данным донесения о безвозвратных потерях 178 стрелковой дивизии тело Н. А. Афанасьева оставлено на поле боя, на северной опушке рощи в 600 метрах юго-восточнее д. Кондраково.

## Память
По данным Ржевского краеведческого музея перезахоронен в братскую могилу деревни Сухуша Ильченковского сельсовета Ржевского района, где сооружён памятник.
В селе Кармалы установлен бронзовый бюст воина.